# Arago-Gletscher
Der Arago-Gletscher ist ein Gletscher an der Danco-Küste im Westen des Grahamlands auf der Antarktischen Halbinsel. Er fließt unmittelbar nordwestlich des Moser-Gletschers in die Henryk Cove, eine Nebenbucht der Andvord Bay.
Der Falkland Islands Dependencies Survey kartierte ihn mittels Luftaufnahmen der Hunting Aerosurveys Ltd. aus den Jahren von 1956 bis 1957. Das UK Antarctic Place-Names Committee benannte ihn 1960 nach dem französischen Astronomen und Physiker François Arago (1786–1853), der 1839 als Erster Kartierungen anhand von Fotografien vornahm.